# 흉내문어
흉내문어(학명: Thaumoctopus mimicus)는 다른 바다생물의 행동을 따라하는 문어이다.

## 특징
흉내문어는 1998년 인도네시아 바다에서 발견된 신종 문어이다. 이름 그대로 여러 가지 생물의 흉내를 낸다. 주로 적이 공격하기 어려운 쏠배감펭, 바다뱀 등을 흉내낸다. 2012년에는 오스트레일리아 바다에서도 발견되었다.  이 문어는 밤에는 다른생물의 흉내를 내지 않는다. 흉내문어를 흉내내는 후악치과의 물고기도 발견되었는데, 흉내문어의 촉수의 움직임에 맞춰 해엄을 친다.
흉내문어는 팔을 포함하여 총 몸길이가 약 60cm (2ft)에 달하며 기본 색상은 갈색/베이지색상이다.
주로 15m미만의 모래 혹은 진흙이 있는 곳을 선호하며 작은 물고기와 갑각류를 잡아먹는다.

## 같이 보기
- 문어
- 갑오징어
- 오징어
- 꼴뚜기
- 해파리